# ハセガワタカオ
ハセガワ タカオ（1975年7月13日（49歳） - ）は、日本のロック歌手、シンガーソングライター。本名・長谷川 崇夫（はせがわ たかお）。鳥取県西伯郡岸本町（現伯耆町）出身。

## 経歴
2001年、バンドP.I.MONSTERでSME Records・アミューズより「Shout!」でメジャー・デビュー。シングル6枚、アルバム1枚をリリース後2005年解散。
その後、ハセガワタカオとしてソロ活動を開始する。
P.I.MONSTERデビュー前からラジオ「シャ乱Q・つんく♂のJRAサウンドコース」に7HOUSEのVo.ケンジと共にレギュラー出演。
つんく♂の、1stソロアルバムである『A HARD DAY'S NIGHT つんくが完コピーやっちゃったヤァ!ヤァ!ヤァ! Vol.1』（2000年12月6日、EPCE-5083）に参加。
2000年12月11日ZeppTokyo、14日ZeppOsaka、19日名古屋Club Diamond Hallにて、つんくのビートルズコピークリスマスライブ2000に参加。
2005年、スーパーガリッシュ!の『ザ☆YOSAKOI　ソーラン祭り』（作詞・曲つんく）のカップリング曲『おおきに。道端から』（詞・曲つんく）にすっぽんファミリー・ガリッシュのメインボーカルの一人として歌とダンスで参加し、ZeppTokyoのイベントに出演。その模様が、つんく すっぽんライブラリー DVD-BOX 1に収録されている。
2006年、鳥取県立米子東高等学校時代の同級生、森下滋とのバンドHot Buttered Loveで活動（現在は休止）。